# Barbara Messer
Barbara Messer (* 7. Oktober 1962 in Verden) ist eine deutsche Sachbuchautorin.

## Publikationen

### Bücher für Trainings und Coachings
- Ungewöhnliche Trainingspfade betreten. Vertiefende, interaktive, pure und nachhaltige Trainingsinterventionen jenseits der Norm. Manager Seminare Verlag, Bonn 2014, ISBN 978-3-941965-85-0.
- Inhalte merk-würdig vermitteln. 66 Methoden, die den Merkfaktor erhöhen. 3. Auflage, Beltz Verlag, Weinheim 2020, ISBN 978-3-407-36730-3.
- Ungewöhnliches Coaching an ungewöhnlichen Orten. Beltz Verlag, Weinheim 2017, ISBN 978-3-407-36630-6.
- Wir brauchen andere Trainings! Wie wir Menschen in Unternehmen weiterbilden können. Gabal Verlag, Offenbach 2019, ISBN 978-3-86936-936-5.

### Bücher für alle
- Das schaffst du schon. Eine Ermutigung für Menschen in Lebenskrisen. Gabal Verlag, Offenbach 2013, ISBN 978-3-86936-523-7.
- Mein Weg über die Alpen: Eine Reise zu sich selbst und anderen. Mehr als ein Reisetagebuch. Edition Forsbach, Bamberg 2018, ISBN 978-3-95904-014-3.
- Das pure Leben spüren. Warum wir nicht viel brauchen, um glücklich zu sein. Gabal Verlag, Offenbach 2018, ISBN 978-3-86936-834-4.

### Bücher für die Pflege
- Tägliche Pflegeplanung in der ambulanten Pflege: Beispiele und Lösungen. Schlütersche Verlag, Hannover 2007, ISBN 978-3-87706-711-6.
- Das 1 x 1 des Führens in der Pflege: Impulse für eine zeitgemäße Führungsarbeit. Schlütersche Verlag, Hannover 2007, ISBN 978-3-89993-285-0.
- Die Expertenstandards im Pflegealltag. Wie sich die Empfehlungen in der Altenpflege praktisch nutzen lassen. Schlütersche Verlag, Hannover 2007, ISBN 978-3-89993-184-6.
- 100 Tipps für die ambulante Pflegeplanung. Schlütersche Verlag, Hannover 2008, ISBN 978-3-89993-488-5.
- Tägliche Pflegeplanung in der stationären Altenpflege. Handbuch für eine fähigkeitsorientierte Pflegeplanung. Schlütersche Verlag, Hannover 2008, ISBN 978-3-89993-198-3.
- Pflegeplanung für Menschen mit Demenz. Einfach, echt und individuell planen und schreiben. Schlütersche Verlag, Hannover 2009, ISBN 978-3-89993-220-1.
- 100 Tipps für die Pflegeplanung in der stationären Altenpflege. Schlütersche Verlag, Hannover 2012, ISBN 978-3-89993-772-5.
- Mensch bleiben. Schlütersche Verlag, Hannover 2014, ISBN 978-3-89993-324-6.
- Helfersyndrom? Strategien für verantwortungsvolle Pflegekräfte. Schlütersche Verlag, Hannover 2014, ISBN 978-3-89993-304-8.
- 100 Tipps für die Validation. Schlütersche Verlag, Hannover 2016, ISBN 978-3-89993-840-1.